# Venice (Florida)
Venice es una ciudad ubicada en el condado de Sarasota en el estado estadounidense de Florida. En el Censo de 2010 tenía una población de 20.748 habitantes y una densidad poblacional de 481,71 personas por km².

## Geografía
Venice se encuentra ubicada en las coordenadas 27°7′19″N 82°25′0″O / 27.12194, -82.41667. Según la Oficina del Censo de los Estados Unidos, Venice tiene una superficie total de 43.07 km², de la cual 39.54 km² corresponden a tierra firme y (8.19%) 3.53 km² es agua.

## Demografía
Según el censo de 2010, había 20.748 personas residiendo en Venice. La densidad de población era de 481,71 hab./km². De los 20.748 habitantes, Venice estaba compuesto por el 97.29% blancos, el 0.6% eran afroamericanos, el 0.14% eran amerindios, el 0.74% eran asiáticos, el 0.02% eran isleños del Pacífico, el 0.49% eran de otras razas y el 0.72% pertenecían a dos o más razas. Del total de la población el 2.66% eran hispanos o latinos de cualquier raza.